# Shaku nihongi
Le Shaku nihongi (釈日本紀) est un commentaire annoté du Nihon shoki compilé par Urabe Kanekata entre 1274 et 1301.

## Contenu
Les vingt-huit volumes sont divisés en sept sections :
- volume 1 : commentaire introductif au matériau du texte
- volume 2 : liste de kanjis et leurs lectures
- volume 3 : collection d'items appelant plus d'explications
- volume 4 : généalogie impériale
- volumes 5-15 : définitions de mots et de phrases sélectionnés
- volumes 16-22 : collection d'anciens mots et de lectures
- volumes 23-28 : poésie waka

## Importance
En plus d'être une importante étude première du Nihon shoki, le Shaku nihongi comprend également de nombreuses citations complètes provenant d'autres textes historiques dont certains n'existent plus tels que le Jōgūki, le Nihongi shiki, le Kogo shūi, le Tensho, le Sendai kuji hongi et plus de trente fudoki.
Par ailleurs, c'est une précieuse ressource pour compléter l'histoire manquante du Kojiki et du Nihon shoki. Les généalogies impériales sont importantes puisque les généalogies qui faisaient partie du Nihon shoki ont été perdues depuis. Elles clarifient par exemple la généalogie de l'empereur Keitai qui manque dans le Nihon shoki tel qu'il est à présent.
La collection des définitions et lectures des anciens mots est également précieuse du point de vue linguistique.